# أمين الدين فتفت
أمين الدين راشد الدين فتفت طبيب فارسي من القرن الثالث عشر.
تمتلك المكتبة الوطنية لعلم الطب أطروحة فارسية بلا عنوان حول الإعداد العام للطعام والشراب، وتشير الأطروحة إلي أن مؤلفها هو أمين الدين راشد فتفت كما تشير إلي أنها ألفت لأرغون خان الذي حكم من 1284 إلى 1291.